# Conversas sobre a Pluralidade dos Mundos
Conversas sobre a Pluralidade dos Mundos (em francês: Entretiens sur la pluralité des mondes) é um livro de divulgação científica do autor francês Bernard le Bovier de Fontenelle, publicado em 1686.
É uma exposição inicial do pluralismo cósmico, a ideia de que as estrelas são sóis distantes que podem ter seus próprios sistemas planetários, incluindo a possibilidade de vida extraterrestre. O livro é a obra mais famosa de Fontenelle e é considerada uma das primeiras grandes obras do Iluminismo.

## Antecedentes
Ao contrário de muitas obras científicas de sua época, Conversas sobre a Pluralidade dos Mundos não foi escrito em latim, mas em francês, tornando-se um dos primeiros livros a tentar explicar teorias científicas em uma linguagem popular. Um precursor disso pode ser visto no livro de 1584 de Giordano Bruno intitulado Sobre o Infinito, o Universo e os Mundos.

## Contexto
No prefácio, Fontenelle sugere que a explicação oferecida deve ser facilmente compreendida mesmo por quem não tem conhecimento científico, e se dirige especificamente às leitoras. O livro em si é apresentado como uma série de diálogos entre um galante filósofo e uma marquesa, que passeiam no jardim desta última à noite e contemplam as estrelas. O filósofo explica o modelo heliocêntrico e também reflete sobre a possibilidade de vida extraterrestre.

## Recepção
O livro foi muito bem recebido tanto na França quanto em outros lugares, e foi publicado regularmente. Em 1691, Fontenelle foi eleito para a Académie française. A obra de Fontenelle não foi lançada polemicamente contra a visão de mundo da Igreja Católica ou das igrejas protestantes, nem atraiu a atenção, positiva ou negativa, de teólogos ou prelados.

## Traduções
A primeira tradução em inglês foi publicada em Dublin, capital da Irlanda, por Sir William Donville ou Domville em 1687, seguida por outra tradução por Aphra Behn em 1688, sob o título A Discovery of New Worlds e uma terceira por John Glanvill mais tarde em 1688. Antiokh Kantemir traduziu para o russo em 1730, embora a tradução só tenha sido publicada em edição censurada em 1740, devido a objeções da Igreja Ortodoxa Russa.